# Isophya uludaghensis
Isophya uludaghensis är en insektsart som beskrevs av Sevgili och K.-g. Heller 2003. Isophya uludaghensis ingår i släktet Isophya och familjen vårtbitare. Inga underarter finns listade i Catalogue of Life.